# Roin Magaltadze
Roin Magaltadze es un deportista soviético que compitió en judo. Ganó una medalla de oro en el Campeonato Europeo de Judo de 1968 en la categoría de –70 kg.

## Palmarés internacional
| Campeonato Europeo | Campeonato Europeo | Campeonato Europeo | Campeonato Europeo |
| Año                | Lugar              | Medalla            | Categoría          |
| ------------------ | ------------------ | ------------------ | ------------------ |
| 1968               | Lausana (Suiza)    | Medalla de oro     | –70 kg             |